# ایستگاه رودشور
ایستگاه رودشور روستایی در دهستان رودشور بخش مرکزی شهرستان زرندیه استان مرکزی ایران است.

## جمعیت
بر پایه سرشماری عمومی نفوس و مسکن در سال ۱۳۹۵ جمعیت این روستا ۳۵ نفر (۱۳خانوار) بوده‌است.